# Stoke Mandeville
Stoke Mandeville är en ort och civil parish cirka 5 km sydöst om Aylesbury i grevskapet Buckinghamshire i England, Storbritannien. Folkmängden uppgick till lite mindre än 3 000 invånare 2011. Orten ingår i Aylesburys tätort. Stoke Mandeville Hospital, namngivet efter orten, ligger på gränsen mellan detta civil parish och Aylesbury och är Europas största sjukhus som behandlar ryggmärgsskador.
Namnet på orten finns ursprungligen nedtecknat som Stoches i Domesday Book 1086, från fornengelskans ord stoc som betyder en utombelägen bondgård eller hamlet. Ordet Mandeville finns nedtecknat 1284 då jordägandet kom under Norman de Mandeville-familjen. Den tidigare medeltida kyrkan utanför orten övergavs i mitten av 1900-talet och har nu rivits. Den nyare kyrkan är den enda kyrkan på orten förutom metodistkyrkan på Eskdale Road.
Stoke Mandeville blev platsen för Stoke Mandeville Games, som hölls första gången 1948 och nu är kända som World Wheelchair and Amputee Games. Spelen, som hölls åtta gånger i Stoke Mandeville, var inspirationen för de första paralympiska spelen i Rom 1960 som även de kallades The Stoke Mandeville Games. Rullstolstävlingarna vid paralympiska vinterspelen 1984 hölls i Stoke Mandeville.
Den 13 maj 2000 avtäcktes Stoke Mandeville Millennium-skylten utanför ortens primärskola. Skylten visar livet på orten genom seklerna.
Stoke Mandevilles järnvägsstation är en järnvägsstation vid Chiltern Railways, mellan Aylesburys järnvägsstation och Wendovers järnvägsstation.
Stoke Mandeville Combined School är en blandad community school, som tar barn i åldrarna 4-11. Skolan har omkring 220 elever. Den har också en avdelning för hörselskadade, som hjälper upp till 15 barn genom skoldagen.